# Попов, Андрей Николаевич (медиевист)
Андре́й Никола́евич Попо́в (1841—1881) — исследователь древней русской письменности и историк, экстраординарный профессор Лазаревского института, секретарь московского общества истории и древностей и редактор его «Чтений» (с 1877 г.), почетный доктор русской словесности (от Московского университета) и член-корреспондент Академии наук (1872).

## Биография
Учился сначала в Тамбовской гимназии (1851—1859), затем в Московском университете, где занимался исследованиям в области древней русской литературы под руководством Ф. И. Буслаева и О. М. Бодянского. Ещё студентом он серьёзно изучал рукописи Синодальной библиотеки в Москве, остановившись в то время особенно на сочинениях Иосифа Волоцкого.
Университет окончил со степенью кандидата в 1863 году. Стал преподавать русскую словесность в Лазаревском институте восточных языков.
Известность принесла ему уже его магистерская диссертация — капитальный труд: «Обзор хронографов русской редакции» (M., 2 вып., 1866—69 гг.). Этот «Обзор», дополненный «Изборником (христоматией) славянских и русских сочинений и статей, внесенных в хронографы русской редакции», был в 1870 году удостоен полной Уваровской премии. В нём автор классифицировал огромный материал, определил зависимость наших хронографов от византийских и западных образцов, впервые обнародовал много любопытных отрывков из неизвестных доселе рукописей и подробно описал остальные, что по мнению И. И. Срезневского, «составляет капитальное приобретение в нашей литературе».
Продолжением этого рода работ было «Описание рукописей библиотеки Хлудова» (М., 1872) и «Первое прибавление» к нему (1875).
В 1873 году А. Н. Попов издал найденное им случайно «Завещание отеческое сыну» И. Т. Посошкова. В этом же году он получил от Московского университета почётный докторский диплом honoris causa и стал профессором специальных классов Лазаревского института.
В 1875 году появилось второе его сочинение, удостоенное в 1877 году Уваровской премией: «Историко-литературный обзор древнерусских сочинений против латинян (XI—XV вв.)».
После смерти О. М. Бодянского Попов был избран (27.10.1877) на должность секретаря Общества истории и древностей при Московском университете и оставался на ней до самой смерти, занимаясь редактированием «Чтений» Общества.
С 1871 года был действительным членом Императорского московского археологического общества; с 1872 года — действительным членом Общества любителей российской словесности.
Посвятив себя изучению древней религиозно-полемической литературы, Попов напечатал:
- Обзор хронографов русской редакции. М., 1866. Выпуск 1. Архивная копия от 4 октября 2017 на Wayback Machine
- Обзор хронографов русской редакции. — М., 1869. — Выпуск 2. — 293 с.
- Изборник славянских и русских сочинений и статей, внесённых в хронографы русской редакции. — М.: Тип. А. И. Мамонтова и Ко, 1869. — 541 с.
- «Историко-литературный обзор древнерусских полемических сочинений против латинян XI—XV в.» (М., 1875; увенч. Уваровской премией);
- «Древнерусские полемические сочинения против протестантов» (в «Чтениях Московского Общества Истории и Древн. Российск.», 1878 страница 4, кн. II; 1879, кн. II)
- «Обличительные списания против жидов и латинян» (ib., 1879, кн. I).

В тех же «Чтениях» Попов поместил:
- «Материалы для истории унии в юго-западной России» (1879, кн. I),
- «Послание многословное. Сочинение инока Зиновия» (1880, кн. II),
- «Книга бытия небеси и земли (Палея историческая), с приложением сокращенной Палеи русской редакции» (1881, кн. I),
- «Заметки о первых литературных упражнениях кн. А. Д. Кантемира» (1878, кн. III),
- «Послания священно-архимандрита Фотиа к духовной дщери его девице Анне, 1820—1822 гг.» (1881. кн. I),
- «Богословие Иоанна Дамаскина» (1877, кн. IV),
- «Шестоднев Иоанна Болгарского» (1879, кн. III),
- «Житие преп. Феодосия, игумена печерского. Списание Нестора» (1879, кн. I).
- «Новый список Даниила Заточника, XVII в.», найденный Поповым в Чудовом монастыре, напечатан уже после его смерти (1883, кн. II), с предисловием Е. В. Барсова.
- Составленное Поповым «Пособие при изучении образцов русской литературы» (М., 1868) вышло в 1887 г. седьмым изданием.